# Карадаглы, Вугар Айдын оглы
Вугар Айдын оглы Карадаглы (азерб. Vüqar Aydın oğlu Qaradağlı; род. 24 ноября 1966, Баку) — азербайджанский журналист и филолог.

## Биография
Родился в 1966 году в Баку. Отец — Айдын Карадаглы, заслуженный артист Азербайджанской ССР. Прадед — Гасаналиага хан Карадагский.
Вугар Карадаглы — доктор филологических наук, доцент кафедры арабской филологии БГУ. Заведующий кафедрой арабской филологии БГУ. В 1999—2006 гг. работал Генеральным директором медиа-холдинга, состоявшем из Lider TV (с 2000 года), Радио Lider (с 1999 года), газет Bizim Esr (с 1999 г.), Наш Век (с 1999 года), Our Century (с 1999 года). 2012—2017 гг. работал Президентом медиа-холдинга ATV. Заслуженный журналист Азербайджана (2010).
Редактор 17 изданий Корана на азербайджанском языке (перевод академиков Буниятова З. М., Мамедалиева В. М.). Автор трансфонелитерации книги «Вэтэн дили» (2007; 2018; 2022), автор книги «Таджвид» (2012).

## Интервью
- О «Вэтэн дили»

## Ссылка
- Биография